# Daniel Amartey
Daniel Amartey (Accra, 21 dicembre 1994) è un calciatore ghanese, difensore o centrocampista svincolato  e della nazionale ghanese.

## Carriera

### Club
Dopo gli esordi in Svezia (International Allies e Djurgården) si è trasferito al Copenaghen vincendo anche la Coppa di Danimarca 2014-2015.
Il 18 gennaio 2016 si trasferisce al Leicester City. Proprio nella prima stagione il 2 maggio grazie al pareggio per 2-2 del Tottenham secondo in classifica contro il Chelsea, che segue il pareggio del giorno prima dei Foxes contro il Manchester United per 1-1, si laurea campione d'Inghilterra 2015-2016 con il Leicester City.
Il 21 luglio 2023 viene acquistato dal Beşiktaş.

### Nazionale
Nel maggio 2012, Amartey ha fatto il suo debutto con la squadra nazionale under-20 del Ghana in una partita contro il Nigeria. È stato anche selezionato per giocare nel Campionato mondiale di calcio Under-20 2013, ma Djurgården voleva tenerlo in Svezia dato che il torneo si sovrapponeva alla stagione Allsvenskan 2013. Nel gennaio 2015, Amartey ha giocato in tutte le partite del girone per il Ghana alla Coppa d'Africa 2015, dove le Black Stars sono arrivate seconde.
Ha giocato sei volte alla Coppa d'Africa 2017, durando 90 minuti in ogni partita per aiutare il Ghana a finire quarto nel torneo. Le sue prestazioni lo hanno visto nominato nella Squadra del torneo della CAF. Amartey ha partecipato alla Coppa d'Africa 2021 in Camerun, dove la nazionale del Ghana è stata eliminata nelle prime fasi della competizione.

## Statistiche

### Presenze e reti nei club
Statistiche aggiornate al 6 marzo 2021.
| Stagione          | Squadra           | Campionato        | Campionato | Campionato | Coppe nazionali | Coppe nazionali | Coppe nazionali | Coppe continentali | Coppe continentali | Coppe continentali | Altre coppe | Altre coppe | Altre coppe | Totale | Totale |
| Stagione          | Squadra           | Comp              | Pres       | Reti       | Comp            | Pres            | Reti            | Comp               | Pres               | Reti               | Comp        | Pres        | Reti        | Pres   | Reti   |
| ----------------- | ----------------- | ----------------- | ---------- | ---------- | --------------- | --------------- | --------------- | ------------------ | ------------------ | ------------------ | ----------- | ----------- | ----------- | ------ | ------ |
| 2012              | Djurgården        | A                 | 23         | 0          | CS              | 6               | 1               | -                  | -                  | -                  | -           | -           | -           | 29     | 1      |
| 2013              | Djurgården        | A                 | 11         | 0          | CS              | 1               | 0               | -                  | -                  | -                  | -           | -           | -           | 12     | 0      |
| Totale Djurgården | Totale Djurgården | Totale Djurgården | 34         | 0          |                 | 7               | 1               |                    | -                  | -                  |             | -           | -           | 41     | 1      |
| 2014-2015         | Copenaghen        | SL                | 29         | 3          | CD              | 5               | 0               | UCL+UEL            | 3+6                | 1+2                | -           | -           | -           | 43     | 6      |
| 2015-gen. 2016    | Copenaghen        | SL                | 15         | 0          | CD              | 2               | 0               | UEL                | 3                  | 0                  | -           | -           | -           | 20     | 0      |
| Totale Copenaghen | Totale Copenaghen | Totale Copenaghen | 44         | 3          |                 | 7               | 0               |                    | 12                 | 3                  |             | -           | -           | 63     | 6      |
| gen.-giu. 2016    | Leicester City    | PL                | 5          | 0          | FACup+CdL       | 0               | 0               | -                  | -                  | -                  | -           | -           | -           | 5      | 0      |
| 2016-2017         | Leicester City    | PL                | 24         | 1          | FACup+CdL       | 2+1             | 0               | UCL                | 8                  | 0                  | CS          | 0           | 0           | 35     | 1      |
| 2017-2018         | Leicester City    | PL                | 8          | 0          | FACup+CdL       | 2+4             | 0               | -                  | -                  | -                  | -           | -           | -           | 14     | 0      |
| 2018-2019         | Leicester City    | PL                | 9          | 0          | FACup+CdL       | 0+1             | 0               | -                  | -                  | -                  | -           | -           | -           | 10     | 0      |
| 2019-2020         | Leicester City    | PL                | 0          | 0          | FACup+CdL       | 0+0             | 0               | -                  | -                  | -                  | -           | -           | -           | 0      | 0      |
| 2020-2021         | Leicester City    | PL                | 12         | 1          | FACup+CdL       | 2+1             | 0               | UEL                | 2                  | 0                  | -           | -           | -           | 17     | 1      |
| 2021-2022         | Leicester City    | PL                | 28         | 0          | FACup+CdL       | 1+1             | 0+0             | UEL+UECL           | 4+5                | 1+0                | CS          | 1           | 0           | 40     | 1      |
| 2022-2023         | Leicester City    | PL                | 20         | 0          | FACup+CdL       | 2+2             | 0+0             | -                  | -                  | -                  | -           | -           | -           | 24     | 0      |
| Totale Leicester  | Totale Leicester  | Totale Leicester  | 106        | 2          |                 | 19              | 0               |                    | 19                 | 1                  |             | 1           | 0           | 145    | 3      |
| Totale carriera   | Totale carriera   | Totale carriera   | 184        | 5          |                 | 33              | 1               |                    | 31                 | 4                  |             | 1           | 0           | 249    | 10     |

### Cronologia presenze e reti in nazionale
| Cronologia completa delle presenze e delle reti in nazionale ― Ghana | Cronologia completa delle presenze e delle reti in nazionale ― Ghana | Cronologia completa delle presenze e delle reti in nazionale ― Ghana | Cronologia completa delle presenze e delle reti in nazionale ― Ghana | Cronologia completa delle presenze e delle reti in nazionale ― Ghana | Cronologia completa delle presenze e delle reti in nazionale ― Ghana | Cronologia completa delle presenze e delle reti in nazionale ― Ghana | Cronologia completa delle presenze e delle reti in nazionale ― Ghana |
| Data                                                                 | Città                                                                | In casa                                                              | Risultato                                                            | Ospiti                                                               | Competizione                                                         | Reti                                                                 | Note                                                                 |
| -------------------------------------------------------------------- | -------------------------------------------------------------------- | -------------------------------------------------------------------- | -------------------------------------------------------------------- | -------------------------------------------------------------------- | -------------------------------------------------------------------- | -------------------------------------------------------------------- | -------------------------------------------------------------------- |
| 19-1-2015                                                            | Mongomo                                                              | Ghana                                                                | 1 – 2                                                                | Senegal                                                              | Coppa d'Africa 2015 - 1º turno                                       | -                                                                    |                                                                      |
| 23-1-2015                                                            | Mongomo                                                              | Ghana                                                                | 1 – 0                                                                | Algeria                                                              | Coppa d'Africa 2015 - 1º turno                                       | -                                                                    |                                                                      |
| 27-1-2015                                                            | Mongomo                                                              | Sudafrica                                                            | 1 – 2                                                                | Ghana                                                                | Coppa d'Africa 2015 - 1º turno                                       | -                                                                    | 54’                                                                  |
| 28-3-2015                                                            | Le Havre                                                             | Ghana                                                                | 1 – 2                                                                | Senegal                                                              | Amichevole                                                           | -                                                                    | 35’                                                                  |
| 31-3-2015                                                            | Parigi                                                               | Ghana                                                                | 1 – 1                                                                | Mali                                                                 | Amichevole                                                           | -                                                                    |                                                                      |
| 14-6-2015                                                            | Kumasi                                                               | Ghana                                                                | 7 – 1                                                                | Mauritius                                                            | Qual. Coppa d'Africa 2017                                            | -                                                                    | 85’                                                                  |
| 5-9-2015                                                             | Kigali                                                               | Ruanda                                                               | 0 – 1                                                                | Ghana                                                                | Qual. Coppa d'Africa 2017                                            | -                                                                    |                                                                      |
| 17-11-2015                                                           | Kumasi                                                               | Ghana                                                                | 2 – 0                                                                | Comore                                                               | Qual. Mondiali 2018                                                  | -                                                                    | 64’                                                                  |
| 24-3-2016                                                            | Accra                                                                | Ghana                                                                | 3 – 1                                                                | Mozambico                                                            | Qual. Coppa d'Africa 2017                                            | -                                                                    | 75’                                                                  |
| 3-9-2016                                                             | Accra                                                                | Ghana                                                                | 1 – 1                                                                | Ruanda                                                               | Qual. Coppa d'Africa 2017                                            | -                                                                    |                                                                      |
| 7-10-2016                                                            | Tamale                                                               | Ghana                                                                | 0 – 0                                                                | Uganda                                                               | Qual. Mondiali 2018                                                  | -                                                                    |                                                                      |
| 11-10-2016                                                           | Durban                                                               | Sudafrica                                                            | 1 – 1                                                                | Ghana                                                                | Qual. Mondiali 2018                                                  | -                                                                    |                                                                      |
| 13-11-2016                                                           | Borg El Arab                                                         | Egitto                                                               | 2 – 0                                                                | Ghana                                                                | Qual. Mondiali 2018                                                  | -                                                                    |                                                                      |
| 17-1-2017                                                            | Port-Gentil                                                          | Ghana                                                                | 1 – 0                                                                | Uganda                                                               | Coppa d'Africa 2017 - 1º turno                                       | -                                                                    |                                                                      |
| 21-1-2017                                                            | Port-Gentil                                                          | Ghana                                                                | 1 – 0                                                                | Mali                                                                 | Coppa d'Africa 2017 - 1º turno                                       | -                                                                    |                                                                      |
| 25-1-2017                                                            | Port-Gentil                                                          | Egitto                                                               | 1 – 0                                                                | Ghana                                                                | Coppa d'Africa 2017 - 1º turno                                       | -                                                                    |                                                                      |
| 29-1-2017                                                            | Oyem                                                                 | RD del Congo                                                         | 1 – 2                                                                | Ghana                                                                | Coppa d'Africa 2017 - Quarti di finale                               | -                                                                    | 74’                                                                  |
| 2-2-2017                                                             | Franceville                                                          | Camerun                                                              | 2 – 0                                                                | Ghana                                                                | Coppa d'Africa 2017 - Semifinale                                     | -                                                                    |                                                                      |
| 4-2-2017                                                             | Port-Gentil                                                          | Burkina Faso                                                         | 1 – 0                                                                | Ghana                                                                | Coppa d'Africa 2017 - Finale 3º posto                                | -                                                                    |                                                                      |
| 11-6-2017                                                            | Kumasi                                                               | Ghana                                                                | 5 – 0                                                                | Etiopia                                                              | Qual. Coppa d'Africa 2019                                            | -                                                                    |                                                                      |
| 1-9-2017                                                             | Brazzaville                                                          | Rep. del Congo                                                       | 1 – 5                                                                | Ghana                                                                | Qual. Mondiali 2018                                                  | -                                                                    |                                                                      |
| 5-9-2017                                                             | Kumasi                                                               | Ghana                                                                | 1 – 1                                                                | Rep. del Congo                                                       | Qual. Mondiali 2018                                                  | -                                                                    |                                                                      |
| 7-10-2017                                                            | Kumasi                                                               | Uganda                                                               | 0 – 0                                                                | Ghana                                                                | Qual. Mondiali 2018                                                  | -                                                                    | cap. 6’                                                              |
| 10-10-2017                                                           | Jeddah                                                               | Arabia Saudita                                                       | 0 – 3                                                                | Ghana                                                                | Amichevole                                                           | -                                                                    |                                                                      |
| 12-11-2017                                                           | Kumasi                                                               | Ghana                                                                | 1 – 1                                                                | Egitto                                                               | Qual. Mondiali 2018                                                  | -                                                                    |                                                                      |
| 8-9-2018                                                             | Cape Coast                                                           | Ghana                                                                | 2 – 0                                                                | Sudan                                                                | Qual. Coppa d'Africa 2021                                            | -                                                                    | cap.                                                                 |
| 8-6-2021                                                             | Rabat                                                                | Marocco                                                              | 1 – 0                                                                | Ghana                                                                | Amichevole                                                           | -                                                                    |                                                                      |
| 12-6-2021                                                            | Cape Coast                                                           | Ghana                                                                | 0 – 0                                                                | Costa d'Avorio                                                       | Amichevole                                                           | -                                                                    |                                                                      |
| 3-9-2021                                                             | Cape Coast                                                           | Ghana                                                                | 1 – 0                                                                | Etiopia                                                              | Qual. Mondiali 2022                                                  | -                                                                    |                                                                      |
| 9-10-2021                                                            | Cape Coast                                                           | Ghana                                                                | 3 – 1                                                                | Zimbabwe                                                             | Qual. Mondiali 2022                                                  | -                                                                    |                                                                      |
| 12-10-2021                                                           | Harare                                                               | Zimbabwe                                                             | 0 – 1                                                                | Ghana                                                                | Qual. Mondiali 2022                                                  | -                                                                    |                                                                      |
| 11-11-2021                                                           | Johannesburg                                                         | Etiopia                                                              | 1 – 1                                                                | Ghana                                                                | Qual. Mondiali 2022                                                  | -                                                                    |                                                                      |
| 14-11-2021                                                           | Cape Coast                                                           | Ghana                                                                | 1 – 0                                                                | Sudafrica                                                            | Qual. Mondiali 2022                                                  | -                                                                    |                                                                      |
| 5-1-2022                                                             | Ar Rayyan                                                            | Algeria                                                              | 3 – 0                                                                | Ghana                                                                | Amichevole                                                           | -                                                                    |                                                                      |
| 10-1-2022                                                            | Yaoundé                                                              | Marocco                                                              | 1 – 0                                                                | Ghana                                                                | Coppa d'Africa 2021 - 1º turno                                       | -                                                                    |                                                                      |
| 14-1-2022                                                            | Yaoundé                                                              | Gabon                                                                | 1 – 1                                                                | Ghana                                                                | Coppa d'Africa 2021 - 1º turno                                       | -                                                                    |                                                                      |
| 18-1-2022                                                            | Garoua                                                               | Ghana                                                                | 2 – 3                                                                | Comore                                                               | Coppa d'Africa 2021 - 1º turno                                       | -                                                                    |                                                                      |
| 25-3-2022                                                            | Kumasi                                                               | Ghana                                                                | 0 – 0                                                                | Nigeria                                                              | Qual. Mondiali 2022                                                  | -                                                                    |                                                                      |
| 29-3-2022                                                            | Abuja                                                                | Nigeria                                                              | 1 – 1                                                                | Ghana                                                                | Qual. Mondiali 2022                                                  | -                                                                    | 25’                                                                  |
| 1-6-2022                                                             | Cape Coast                                                           | Ghana                                                                | 3 – 0                                                                | Madagascar                                                           | Qual. Coppa d'Africa 2023                                            | -                                                                    | 90+1’                                                                |
| 5-6-2022                                                             | Luanda                                                               | Rep. Centrafricana                                                   | 1 – 1                                                                | Ghana                                                                | Qual. Coppa d'Africa 2023                                            | -                                                                    | cap.                                                                 |
| 10-6-2022                                                            | Kobe                                                                 | Giappone                                                             | 4 – 1                                                                | Ghana                                                                | Kirin Cup                                                            | -                                                                    |                                                                      |
| 14-6-2022                                                            | Suita                                                                | Cile                                                                 | 0 – 0 (1– 3 dtr)                                                     | Ghana                                                                | Kirin Cup                                                            | -                                                                    |                                                                      |
| 23-9-2022                                                            | Le Havre                                                             | Brasile                                                              | 3 – 0                                                                | Ghana                                                                | Amichevole                                                           | -                                                                    |                                                                      |
| 27-9-2022                                                            | Lorca                                                                | Nicaragua                                                            | 0 – 1                                                                | Ghana                                                                | Amichevole                                                           | -                                                                    | cap.                                                                 |
| 17-11-2022                                                           | Abu Dhabi                                                            | Ghana                                                                | 2 – 0                                                                | Svizzera                                                             | Amichevole                                                           | -                                                                    |                                                                      |
| 24-11-2022                                                           | Doha                                                                 | Portogallo                                                           | 3 – 2                                                                | Ghana                                                                | Mondiali 2022 - 1º turno                                             | -                                                                    |                                                                      |
| 28-11-2022                                                           | Al Rayyan                                                            | Corea del Sud                                                        | 2 – 3                                                                | Ghana                                                                | Mondiali 2022 - 1º turno                                             | -                                                                    | 21’                                                                  |
| 2-12-2022                                                            | Al Wakrah                                                            | Ghana                                                                | 0 – 2                                                                | Uruguay                                                              | Mondiali 2022 - 1º turno                                             | -                                                                    |                                                                      |
| 23-3-2023                                                            | Kumasi                                                               | Ghana                                                                | 1 – 0                                                                | Angola                                                               | Qual. Coppa d'Africa 2023                                            | -                                                                    |                                                                      |
| 27-3-2023                                                            | Luanda                                                               | Angola                                                               | 1 – 1                                                                | Ghana                                                                | Qual. Coppa d'Africa 2023                                            | -                                                                    | cap.                                                                 |
| 18-6-2023                                                            | Antananarivo                                                         | Madagascar                                                           | 0 – 0                                                                | Ghana                                                                | Qual. Coppa d'Africa 2023                                            | -                                                                    |                                                                      |
| 17-11-2023                                                           | Kumasi                                                               | Ghana                                                                | 1 – 0                                                                | Madagascar                                                           | Qual. Mondiali 2026                                                  | -                                                                    | 63’                                                                  |
| 8-1-2024                                                             | Kumasi                                                               | Ghana                                                                | 0 – 0                                                                | Namibia                                                              | Amichevole                                                           | -                                                                    | 43’ 67’                                                              |
| 22-1-2024                                                            | Abidjan                                                              | Mozambico                                                            | 2 – 2                                                                | Ghana                                                                | Coppa d'Africa 2023 - 1º turno                                       | -                                                                    | 72’                                                                  |
| Totale                                                               |                                                                      | Presenze                                                             | 55                                                                   |                                                                      | Reti                                                                 | 0                                                                    |                                                                      |

## Palmarès

### Club

#### Competizioni nazionali
- Coppa di Danimarca: 1

Copenaghen: 2014-2015
- Campionato inglese: 1

Leicester: 2015-2016
- Coppa d'Inghilterra: 1

Leicester City: 2020-2021
- Community Shield: 1

Leicester City: 2021
- Coppa di Turchia: 1

Beşiktaş: 2023-2024
- Supercoppa di Turchia: 1

Beşiktaş: 2024

### Individuale
- Miglior squadra della Coppa d'Africa: 1

2017
- Calciatore ghanese dell'anno: 1

2017